# اغدره
اغدره، روستایی از توابع بخش مرکزی شهرستان خوی در استان آذربایجان غربی ایران است.

## جمعیت
این روستا در دهستان دیزج قرار دارد و براساس سرشماری مرکز آمار ایران در سال ۱۳۸۵، جمعیت آن ۷۱ نفر (۱۱ خانوار) بوده‌است.